# 欧洲菟丝子
欧洲菟丝子（学名：Cuscuta europaea）为旋花科菟丝子属下的一个种。

## 扩展阅读
- 維基物種上的相關：欧洲菟丝子